# 曹興
曹興（？—1393年），又名興才，祖籍不详，明朝初期军事将领，懷遠侯。
其早年跟随朱元璋攻陷武昌，后攻下平江，升任指揮使。后攻破蘇九疇炭山寨，升任都督僉事，兼太原衛指揮。后担任山西行省参赞，为明晉王丞相。洪武十一年，跟随沐英征讨西南，后封懷遠侯。后管理山西军务，并参加北征，后因为蓝玉案连坐而死。